# Plebejus nicholli
Plebejus nicholli är en fjärilsart som beskrevs av Henry John Elwes 1901. Plebejus nicholli ingår i släktet Plebejus och familjen juvelvingar. Inga underarter finns listade i Catalogue of Life.